# 메르케트섬

메르케트섬의 지도. 국경선 모양이 특이하다.

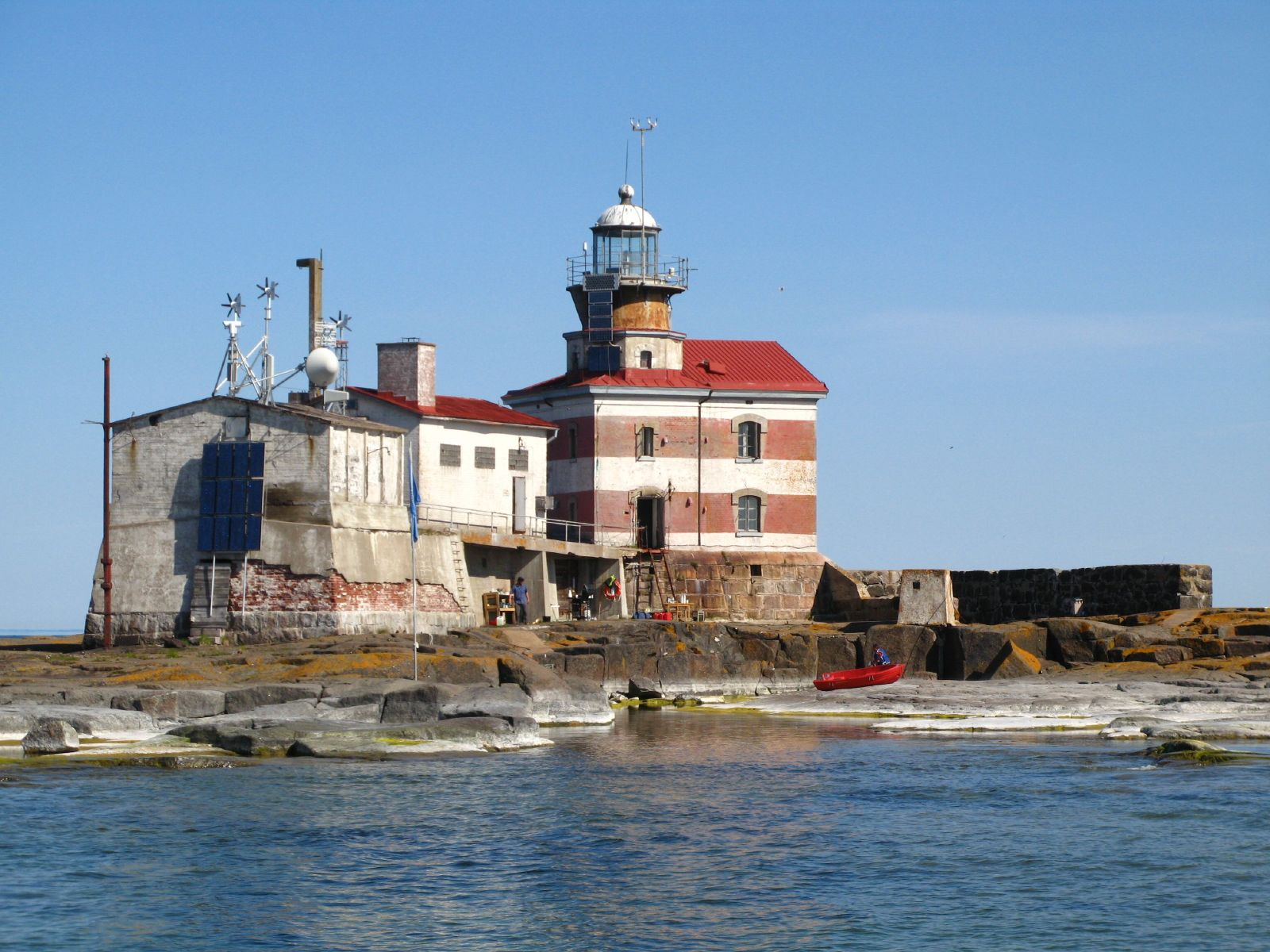
메르케트섬에 설치된 등대

메르케트섬(스웨덴어: Märket)은 발트해 올란드 제도에 있는 작은 바위섬이다. 스웨덴과 핀란드 영토로 분할되어 있으며 국경선이 나뉜 섬 중에서는 세계에서 가장 작은 섬이다. 1809년 스웨덴과 러시아 제국 사이의 국경선을 확정짓는 프레드릭스함 조약에 의해 섬 중앙을 분할했고 1917년 당시 러시아 제국에 속했던 핀란드가 독립함으로써 핀란드령으로 바뀌었다. 메르케트섬은 핀란드에서 봤을 때 국토의 가장 서쪽에 위치한 극서점에 해당한다. 또한, 메르케트섬은 오른쪽 지도에서 보는 바와 같이 두 국가의 국경선이 마치 직소 퍼즐과 같이 되어 있다는 특이점이 있다.

## 같이 보기
- 국경으로 나뉜 섬 목록
- 누오르감